# Esszénusok
Az esszénusok egy ókori zsidó vallási közösség, amely tagjaitól szigorú aszkézist kívánt. Maga a szó valószínűleg az arám hasen, ill. hasajija, 'jámborok, szentek' v. 'hallgatagok' szóból ered. A Biblia nem említi őket. Három ókori szerző ír róluk: Iosephus Flavius, idősebb Plinius és Alexandriai Philón.
A közösség Jonatán Makkebeus idején (Kr. e. 160–142) már aktív volt, eltűnésük pedig nagyjából egybeesik Jeruzsálem pusztulásával (Kr. u. 70). 

## Nézeteik, társadalmi helyzetük
A közösségükön belül több csoportjuk létezett, amelyek a hódító Rómától eltérő véleményt alkottak a politika, a fegyverfogás, és a nőtlenség fogadalmának kérdésében. E csoportok közül a legismertebb a Holt-tenger melletti – Qumrán és a Kármel-hegy közeli, nazarénusok néven is ismert gyülekezet, téves hiedelem szerint Názáret város neve után. 
A nazarénus Róma szemében jogi értelemben is a lázadó zsidó alattvalót jelentette. Ezért, mint más elítéltnél, bárki arra haladó tanulságául tűzték ki Jézus keresztfájára is ez esetben a Jesus Nazarenus Rex Judeorum feliratot (azaz: Jézus a nazarénus a zsidók királya, képzőművészeti alkotásokon rövidítve: I.N.R.I.), az elítélt elleni vádat, ill. bűnlajstromot.
Az esszénusok betartották a mózesi törvényeket, saját elkülönült településeiken, szerény körülmények között éltek. Gyűlölték a városi életet, de nem annak a kultúrájáért, hanem a bűneiért és kapzsiságáért. Elkülönítették magukat a társadalomtól, hogy eszményi tisztaságban élhessék le az életüket. Nem kereskedtek, csak a saját választott elöljáróiknak engedelmeskedtek. Elöljáróik utasítása nélkül semmit nem tettek. Két dologban viszont teljes szabadságot élveztek: mások megsegítésében és a könyörületesség gyakorlásában. Kétkezi munkából, közte földművelésből éltek. Vallási gyakorlataikhoz mint minden zsidóhoz hozzátartozott a rituális tisztálkodás, Mózesnek és az angyaloknak a tisztelete, a reggeli ima a Nap köszöntésére és a szombat szigorú megtartása. Annak, aki csatlakozni akart, esküt kellett tennie, hogy hűséges lesz a közösséghez és annak tanaihoz. Az eskü megszegése büntetést vagy kiközösítést vont maga után. A belépni szándékozók három évi próbaidő után nyerték el a teljes jogú tagságot és kötelesek voltak odaajándékozni vagyonukat a közösség számára. A Rómához lojális főpapság álláspontja elutasító volt velük szemben. Egyes vélemények szerint az esszénusok mozgalma egyfajta tiltakozás is volt az elvilágiasodott és Rómát szolgáló jeruzsálemi főpapsággal szemben. A többi zsidóval ugyanakkor nem szakították meg a kapcsolatot, hiszen a templomaikba is adományokat küldtek. 
Keresztelő János és Jézus tanítványai közül többen, sőt maga Jézus is kapcsolatban volt az esszénusok mozgalmával. Jézus kb. 20 éves pusztai tartózkodása is ehhez a mozgalomhoz kötődik. A nép közül sokan szenteket láttak bennük, és zarándokoltak hozzájuk, hogy betegségükből meggyógyuljanak.
Egyesek szerint a kumráni esszénus csoport a zélóták (Jézus apostolai közül az egyik; „Simon a zelóta” is oda tartozott) teológiai megalapozója lett. Később együtt váltak a Róma elleni harc résztvevőivé: a sicariusok is – a legradikálisabb Róma ellenesek, akik ruházatukban elrejtve a nevüket adó görbe kést, a „sicá"-t tartották rómaiak elleni merényletre készen – közülük váltak ki. A zsidó–római háború idején (i. sz. 70; majd az utolsó, i. sz. 130) a kumráni barlangokban rejtették el az irataikat, amelyeket a 20. század közepén találtak meg (Holt-tengeri tekercsek).
Néhány történetíró szerint Keresztelő János és maga Jézus is esszénus volt, s Jézus minden tanítása már szerepelt az esszénus tanítások között..

## Az esszénus életmódja
Josephus Flavius részletesen beszámol a „rendkívül különös és semmihez sem hasonlítható” közösségről, életmódjukról, szokásaikról, szabályaikról, így ír róluk: „…minden városban vannak házaik, szerte Palesztinában… e házakban szállnak meg és kapnak ellátást, amikor úton vannak”. Plinius említi az egyik esszénus közösséget, amely a Holt-tenger mentén él. A kumráni esszénusok nyaranta sátraikban laktak, télen pedig barlangokba húzódtak. Közösségi épületeik – ahol konyhájuk, ebédlőjük és gyülekezőhelyiségük volt – fejlett vízvezetékrendszerrel volt ellátva.
Szokásaik tekintetében feltűnő az azonosság Jézus tanaival. Josephus szerint úgy tanították, hogy a túlzások és a mértéktelenség, a testnek és léleknek egyaránt kárára van. Rendkívül nagy súlyt helyeztek az egészséges, mértékletes életre. Állandó mértékletességük alapján csak annyit ettek és ittak, amennyi feltétlenül szükséges volt. Az étkezések elején és végén is imádkoztak. Dicsőítették Istent mint az étel adóját. A tagok vagyonközösségben éltek. Senki sem volt köztük, akinek több tulajdona lett volna, mint a másiknak. Nem vásároltak egymástól, hanem mindenki odaadta a maga tulajdonából azt, amire a másiknak szüksége volt. Mindenki köteles volt a segítségére sietni annak, aki támogatásra szorult. 
Előszeretettel viseltek fehér ruhákat. Húst nem ettek, bort nem ittak, a nemi élettől tartózkodtak. Az érzéki élvezeteket kerülték és erénynek minősítették az önmegtartóztatást.
Hosszú életűek voltak, sokan közülük a századik évüket is megélték, de a dicsőséges halált többre becsülték a leghosszabb életnél is. Minden szerencsétlenséget nyugodtan tűrtek, a fájdalmakat nagy lelkierővel legyőzték. Ez főképp a zsidó–római háborúban állta ki próbáját. Sokat közülük kínpadra vontak, összetörték a tagjaikat, minden elképzelhető eszközzel gyötörték őket, hogy rákényszerítsék őket nézeteik és hitük feladására, de kínzóik ezt egyiküknél sem tudták elérni. Nem könyörögtek hóhéraiknak, hanem bátran haltak meg, abban a meggyőződésben, hogy a lelkük halhatatlan, mert hitük szerint a test elenyészik, a lélek azonban halhatatlan. A jó lelkek tovább élnek, a gonoszok pedig szenvedésre vannak kárhoztatva.

## Napjainkban
Az esszénus tanoknak ma is vannak követőik. Magyarországon bejegyzett mai közösségük a Fény Gyermekei Magyar Esszénus Egyház.

## Ajánlott irodalom
- Jézus korának kulturális és történelmi háttere
- Kik voltak az esszénusok?[halott link]
- Az esszénusok művei-e a Holt-tengeri tekercsek?